# Odinisme
Ne doit pas être confondu avec Ondinisme.
 (août 2016).
Si vous disposez d'ouvrages ou d'articles de référence ou si vous connaissez des sites web de qualité traitant du thème abordé ici, merci de compléter l'article en donnant les références utiles à sa vérifiabilité et en les liant à la section « Notes et références ».

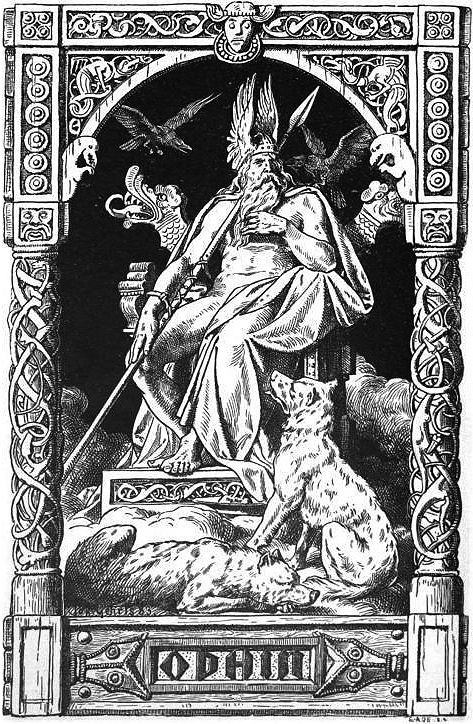
Odin

Le terme odinisme est un des termes qui désignent la version néo-païenne de la religion nordique ancienne. Le mot odinisme est tiré du nom du dieu Óðinn, principale divinité du panthéon nordique.

## Nature et orientation politique
Les principaux[réf. nécessaire] groupes odinistes dans le monde sont répertoriés au Canada avec The Odinic Rite et The Odinist Fellowship, au Royaume-Uni avec The Odinist Fellowship et aux États-Unis avec The Holy Nation of Odin, ou encore les fils d'Odin en France.
En français, ce mot est utilisé aussi bien comme synonyme que comme antonyme de celui d'Ásatrú. Certains[Lesquels ?] pratiquants suggèrent des différences majeures entre les différents termes utilisés pour désigner la religion primitive des peuples scandinaves. D'un point de vue politique, les groupes se réclamant de l'Ásatrú tendent davantage vers une neutralité (ou une diversité) politique, tandis que les groupes se réclamant de l'odinisme tendent davantage vers la droite politique. Ainsi, les odinistes ont des croyances et des pratiques religieuses qui ne correspondent pas tout à fait à la même définition que celles de l'Ásatrú.
Par exemple, des groupes odinistes comme The Holy Nation of Odin en Californie soutiennent des valeurs d'extrême droite, notamment dans leur code d'éthique dit « 14 Codes of the Aryan Ethic ». Le FBI, dans le texte du Projet Megiddo, a désigné les croyances odinistes comme « racistes » et susceptibles de commettre des actes terroristes aux États-Unis à l'approche de l'an 2000. Trois groupes religieux[Qui ?] mis en cause ont réagi afin de démentir ces accusations.[réf. souhaitée]
Aux États-Unis, on constate que certains groupes de suprémacistes blancs potentiellement violents se disent inspirés par l'odinisme qui, selon eux, justifierait leurs idées parce qu'il révère les guerriers qui combattent et meurent pour une juste cause. Anders Breivik, l'auteur des attentats de 2011 en Norvège, se réclamait d'Odin. Lors de son procès, il a déclaré avoir nommé son fusil Gungnir comme la lance magique d'Odin. Il appelait son pistolet Mjöllnir en référence au marteau de Thor, et sa voiture Sleipnir comme le cheval à huit pattes d'Odin.

### Sources
- (en) Texte complet du Projet Megiddo